# Gama-čestica
Gama-zračenje, gama-zrake, γ-zrake, gama-čestica ili γ-čestica su elektromagnetski valovi vrlo visoke frekvencije i energije, koji nastaju prilikom kvantnih prijelaza atomskih jezgri s pobuđenih stanja, u procesu kočnoga zračenja brzih elektrona prilikom sudara s atomskim jezgrama i u procesima pretvorbi subatomskih čestica. Otkrili su ih 1898. M. Skłodowska-Curie i P. Curie, proučavajući prirodnu radioaktivnost. Energija gama-zračenja je u području od 10 keV do 17,6 MeV, što odgovara valnim duljinama od 10−11 do 10−14 m. Pri radioaktivnom raspadanju, na primjer nakon alfa-zračenja ili beta-zračenja, jezgre često emitiraju gama-zračenje, koje se može znatno razlikovati po energiji. Najčešće je gama-zračenje s energijama između 0,1 i 1 MeV. Za određivanje energije niskoenergijskog gama-zračenja koriste se valna svojstva ogiba (difrakcije) u kristalima, a energija visokoenergijskog gama-zračenja određuje se s pomoću međudjelovanja s elektronima.
Gama-zračenje je vrlo prodorno. Slabi pri prolazu kroz tvar zbog apsorpcije i raspršenja, po eksponencijalnom zakonu kao i rendgensko zračenje, od kojeg se razlikuje samo po načinu nastanka. Apsorpcija gama-zračenja u tvari zbiva se uglavnom međudjelovanjem s elektronima. Za gama-zračenje niske energije (manje od 1 MeV) najvažniji je fotoelektrični učinak, pri kojem gama-fotoni predaju cijelu svoju energiju elektronu vezanomu u atomskoj ljusci; elektron tada izleti iz atoma s energijom gama-fotona umanjenom za energiju vezanja elektrona u atomu. Za srednje energije gama-zračenja (oko 1 MeV) prevladava Comptonov učinak. Pri tom procesu gama-foton udari o elektron i preda mu dio svoje energije i količine gibanja; pritom elektron izleti iz atoma, a gama-zračenje nastavlja put s promijenjenim smjerom i smanjenom energijom. Za visoke energije gama-zračenja (više od 5 MeV) najvažniji proces međudjelovanja s tvari tvorba je parova. Gama-foton, kvant elektromagnetskoga zračenja, pretvori se u par: elektron–pozitron. Za taj je proces potrebna energija gama-zračenja veća od 1,02 MeV, to jest dvaput veća od energije mirovanja elektrona.
Gama-zračenje označuje dio elektromagnetskog zračenja s jako kratkim valovima (manje od 0,5 nm). Gama-čestice su neutralne i vrsta su ionizirajućeg zračenja, te posjeduju znatno veću prodornost od alfa-čestica i beta-čestica. Emitiranje gama zračenja kobalta-60 se koristi pri sterilizaciji medicinske opreme ili liječenju karcinoma, kao i zračenje cezija-137.
Gama zrake su snopovi fotona. Foton je kvant energije, odnosno "energetski paket", bez mase mirovanja. Frekvencija i valna duljina gama zrake u funkciji energije su određene Planckovim zakonom:
{\displaystyle \Delta E=h\cdot \nu =h\cdot {\frac {c}{\lambda }}}
gdje je: h - Planckova konstanta, c - brzina svjetlosti i λ - valna duljina gama-zrake.

## Svojstva gama zraka

### Brzina i energija gama-zraka
Kako se gama-zrake sastoje od fotona velike energije i spadaju u elektromagnetsko zračenje, tada je brzina gama zraka jednaka brzini svjetlosti. Gama zrake ne mogu skretati u magnetskom, niti u električnom polju.
Njihova valna duljina određuje se ogibom ili difrakcijom pomoću kristalne rešetke nekih kemijskih elemenata, kojima je poznata veličina kristalne rešetke. Pokusima je utvrđeno da im se valne duljine kreću od 0,4 pm do 42,8 pm. To odgovara frekvencijama od 7·1018 Hz do 7,5·1020 Hz. Kako rendgensko zračenje ima valne duljine od 10 pm do 4 930 pm, vidljivo je da im jedan dio područja zračenja preklapa. Bitna je razlika je da gama zračenje nastaje iz atomske jezgre atoma, dok rendgensko zračenje nastaje iz elektronskog omotača atoma.
Energija gama zračenja ovisi o radioaktivnom elementu koji ga zrači, a može iznositi od 0,03 do 3,1 MeV. Ispitivanjem je utvrđeno da spektri gama-zraka se sastoje iz jedne ili nekoliko spektralnih linija, tako da gama-zraka imaju jedan ili više iznosa energija.

### Ionizirajuće zračenje
Gama-zračenja spada u najprodorniju vrstu ionizirajućeg zračenja, ali im je jačina ionizacije puno manja od alfa-čestica i beta-čestica. Ustvari, gama-zračenje ionizira plinove indirektno, zbog toga što duž svoje putanje izbacuju elektrone iz atoma i molekula plinova, pa ovi sekundarni elektroni na svojim kratkim stazama stvaraju ionske parove. Neke gama-zrake mogu proći i kroz olovnu ploču debljine 200 mm ili čeličnu ploču debljine 300 mm.

### Prolazak gama zračenja kroz razne materijale
Međudjelovanje gama-zraka s raznim materijalima se odvija putem tri nuklearne reakcije:
- fotoelektrični učinak ili fotoelektrična apsorpcija,
- Comptonovo raspršenje,
- stvaranje parova.

#### Fotoelektrična apsorpcija
Fotoelektrična apsorpcija je pojava u kojoj foton reagira s atomom u cjelini, izbacujući pri tome jedan elektron iz njegove ljuske. Kinetička energija izbačenog elektrona je jednaka razlici energije fotona (odnosno gama-kvanta) i energije veze tog elektrona u atomu. U ovom procesu biva, dakle, potpuno apsorbirana energija upadnog fotona. Zakon o očuvanju momenta gibanja u ovom procesu može biti ispunjen jedino ako atom dobije moment gibanja suprotan momentu gibanja izbačenog elektrona. Zbog toga učinak fotoelektrične apsorpcije (koji nastaje i u fotoćelijama djelovanjem vidljivog svjetla na atome) nije moguć sa slobodnim elektronom. Udarni presjek za fotoelektričnu apsopciju je značajan kod niskih energija gama-zraka i brzo opada s porastom energije tih zraka.

#### Comptonovo raspršenje
Comptonovo raspršenje je nuklearni proces u kojemu također dolazi do međudjelovanja gama-kvanta s elektronom u plaštu atoma. Za razliku od fotoelektričke apsorpcije u ovom procesu ne dolazi do potpune apsorpcije gama-zrake, jer se pored izbačenog elektrona emitira i gama-zraka, ali sa smanjenom energijom.

#### Stvaranje parova elektron–pozitron
Nuklearna reakcija stvaranja parova je proces pretvaranja energije u masu. U toj nuklearnoj reakciji foton, odnosno gama-kvant, reagira s energetskim poljem atomske jezgre, biva anihiliran i pri tome stvara par materijalnih čestica elektron-pozitron. Prema Einsteinovoj ekvivalentnosti mase i energije (ΔE=Δmc2), energetski ekvivalent masi mirovanja para elektron-pozitron iznosi 1,02 MeV. To je ujedno i minimalna energija gama-zrake koja može dovesti do stvaranja parova. Pozitron koji nastaje u nuklearnoj reakciji stvaranja parova je veoma kratkog vijeka. Taj pozitron biva brzo anihiliran s elektronom, pri čemu se stvaraju 2 gama-kvanta energije od po 0,51 MeV koji odlaze na suprotne strane.

### Promjena jakosti snopa gama zraka pri prolazu kroz materiju
Pokusima je potvrđen jednostavan matematički zakon za slabljenje snopa onog dijela gama zraka koje prolazeći kroz materijal gustoće ρ ne reagiraju s materijalom. Taj zakon ima oblik:
{\displaystyle I(d)=I_{0}\cdot e^{-\mu d}}
gdje je: I – jakost gama-zračenja, I0 - jakost gama-zračenja prije prolaza kroz materijal, μ - linearni koeficijent za slabljenje mlaza gama-zraka zbog prolaza kroz materijal (m−1), d – debljina materijala.
Kod niskih energija prevladava utjecaj fotoelektrične apsorpcije, kod srednjih Comptonovog raspršenja, a kod najviših stvaranja parova. Međutim, apsorpcija gama-zraka nastaje samo kod fotoelektričkog učinka. Comptonovo raspršenje i stvaranje parova stvaraju nove gama-zrake, čime se povećava jakost gama-zraka pri prolazu kroz materijal. Povećanje se iskazuje takozvanim faktorom nakupljanja (engl. buildup factor), koji se primjenjuje kod proračuna bioloških štitova. Taj faktor ovisi o energiji gama-zraka i geometriji biološkog štita. Vrijednosti faktora nakupljanja mogu doseći iznos od 10 pa i više, te nisu nipošto zanemarive.
Prodornost gama-zraka kroz materijale neusporedivo veća od prodornosti beta-čestica i alfa-čestica. Zbog toga se štitovi za zaštitu okoline od zračenja nuklearnih postrojenja (ti štitovi se najčešće izrađuju iz betona ili olova) projektiraju za zaštitu od gama-zraka.

## Mjerne jedinice ionizirajućeg zračenja
Aktivnost radioaktivnog uzorka mjeri se u bekerelima (Bq). Aktivnost od 1 Bq znači jedan raspad atomske jezgre u sekundi. Kako su aktivnosti uzoraka često vrlo velike u upotrebi je i veća jedinica, kiri (Ci). 1 Ci iznosi 3,7·1010 Bq.
Da bi se mjerila energija, koju putem zračenja apsorbira određena tvar, koristi se jedinica grej (Gy). Omjer te energije i mase tijela koje ju apsorbira zove se apsorbirana doza. Ako se energija od 1 J apsorbira u 1 kg tvari govorimo o apsorbiranoj dozi od 1 Gy. Ovako definirana doza ne govori ništa o biološkim učincima apsorbiranog zračenja. Svaka vrsta zračenja (α, β, γ) ima drugačiji utjecaj na žive stanice, koji se opisuje faktorom Q. Zato se definira ekvivalentna doza, koju dobijemo tako da apsorbiranu dozu pomnožimo faktorom Q. Jedinica za ekvivalentnu dozu je sivert (Sv).

## Gama-raspad
Gama-raspad se očituje odašiljanjem gama-zračenja. Gama-raspadom, za razliku od alfa i beta raspada, ne nastaje novi element. Gama zračenje emitira svaka uzbuđena (ekscitirana) jezgra nakon beta-raspada. Uzbuđena jezgra se oslobađa viška energije emisijom fotona (čestica elektromagnetskog zračenja), to jest gama-zraka. Takav foton ima energiju koja je i do milijun puta veća od fotona vidljive svjetlosti i naziva se gama-foton ili gama-zraka. Broj protona i neutrona ostaje isti, a promijenjena je samo energija uzbude (uzbuđena energija) jezgre koja se spustila s veće na nižu razinu. S neke stepenice svog energijskog stepeništa jezgra može skočiti na dno odjednom ili preko jedne ili više međustepenica. Zato je rezultat gama raspada jedna ili više gama zraka različitih energija.
Ponekad se, umjesto gama-raspadom, jezgra oslobađa viška energije na drugi način. Uzmimo za primjer jezgru ksenona-125 koja je nastala elektronskim uhvatom iz jezgre joda-125. Ta jezgra ima 35 keV viška energije koji se ponekad oslobađa emisijom gama-zrake čija je energija Eγ = 35 keV. Češće jezgra tu energiju predaje svom K elektronu (elektronu iz prve, K ljuske). Tako K elektron dobiva dovoljno energije da se oslobodi iz omotača i napušta atom. Prazno mjesto popunjavaju elektroni iz gornjih ljuski, dok se razlika njihovih energija oslobađa u obliku fotona, što nazivamo karakterističnim gama-zračenjem. Cijeli se proces zove interna konverzija (ili izomerni prijelaz). Kao što se vidi iz ovog primjera najčešće su gama-raspad i interna konverzija konkurentni procesi.
S obzirom na to da su elektromagnetske sile, koje uzrokuju gama-raspad, jače od slabih sila, gama-raspad je gotovo trenutan, dok je beta-raspad puno sporiji. Iznimno je moguć i relativno spori gama-raspad. Taj se događa kada se, najčešće nakon beta raspada, jezgra-kćer nađe u takozvanom metastabilnom stanju. Iako je metastabilno stanje povišene energije, prijelazi u niža stanja malo su vjerojatni, tako da se jezgra u tom stanju nalazi relativno dugo. Sustavu je potrebna dodatna energija (mala) da bi preskočio energijsku barijeru. Tu dodatnu energiju dobit će međudjelovanjem s okolinom. Zahvaljujući tom lokalnom minimumu proći će više vremena da se sustav spusti u stabilno stanje iz kojeg ga ponovno može izbaciti samo veći dotok energije.

## Gama astronomija
Gama zrake otkrivaju najaktivnije zakutke svemira, primjerice pulsare, kvazare i crne rupe. Radi se o zračenju najkraćih valnih duljina i najveće energije. Nijedna zvijezda ili oblak plina nije dovoljno vruća da isijava u tom dijelu spektra. Umjesto toga gama zrake stvaraju radioaktivni atomi u svemiru, subatomske čestice koje se sudaraju brzinama bliskim brzini svjetlosti, te anihilacija materije i antimaterije. Gama astronomija još je uvijek u povojima pa je još mnogo izvora ovog energetskog zračenja koje valja prepoznati.
Čak i najdulje gama zrake, na granici s rendgenskim, imaju valne duljine manje od atoma. Donje granice za valnu duljinu gama zrake nema: najkraće koje su ikad zabilježene bilijardu su puta kraće od obične vidljive svjetlosti. Takve kratke gama zrake vrlo su rijetke, jer u svemiru nema mnogo energetskih izvora koji bi ih mogli stvoriti. Sve gama zrake iz svemira upije Zemljina atmosfera.
Gama zrake prolaze kroz zrcalo ili leću, pa se za stvaranje slika rabe neizravni postupci. Kod detektora EGRET gama zrake prolaze kroz tanke listiće metala volframa i prilikom sudara s njegovim atomima stvaraju dvije čestice - elektron i pozitron. Putovi tih čestica se mjere nizom komora za iskrenje koje rade poput brojača uporabljenih u detektorima rendgenskih zraka. Gama zrake ne može se izoštriti, ali jedan način stvaranja slike velike razlučivosti nude kodirane maske. Maska je mreža upijajuće tvari posebnog oblika, postavljena iznad komore za iskrenje. Kada se izloži gama zračenju, maska stvara sjenu u kojoj nema opaženih gama zraka. Položaj te sjene vrlo točno određuje položaj izvora gama zraka. Nebo u gama području izgleda vrlo neobično. Normalne zvijezde i zviježđa uopće se ne vide. Umjesto toga, nebom se rasprostiru golemi oblaci plina. Među njima su sjajne točke koje se pale i gase. Neke od njih su pulsari s pravilnim slijedom bljeskova. Druge, izvori provala gama zraka, sjajno zasjaju tijekom nekoliko sekundi i zasjene sve drugo na gama nebu.

## Utjecaj gama-zračenja na žive organizme
Svijet u kojem živimo radioaktivan je od svog postanka. Postoji oko 60 radionuklida (radioaktivnih elemenata), koje možemo pronaći u tlu, zraku, vodi, hrani, a time i u svim živim bićima. Po tome kako su nastali dijele se na one koji su oduvijek prisutni na Zemlji, one koji nastaju kao posljedica djelovanja kozmičkih zraka, te one koji su posljedica ljudske tehnologije.
U prvoj su skupini radioaktivni elementi poput uranija-235, uranija-238, torija-232, radija-226, radona-222 ili kalija-40. Oni potječu još iz vremena stvaranja Zemlje, a karakterizira ih vrlo dugo vrijeme poluraspada, čak i do milijardu godina (iznimka je plin radon, čiji je poluživot 3,8 dana). Kozmičko zračenje nas neprestano pogađa. Izvor mu je uglavnom izvan našeg Sunčevog sustava, a sastoji se od raznih oblika zračenja: od vrlo brzih teških čestica, pa do visokoenergijskih fotona i miona. Ono međudjeluje s atomima u gornjim slojevima atmosfere i tako proizvodi radionuklide, koji su najčešće kraćih vremena poluživota. To su, na primjer, ugljik-14, tricij, berilij-7 i drugi.
Ljudi su svojim djelovanjem, poglavito razvojem nuklearnih reaktora i testiranjem nuklearnog oružja, stvorili još neke radioaktivne elemente, poput stroncija-90, joda-129, joda-131, cezija-137, plutonija-239 itd.

## Primjena
Slično kao rendgensko zračenje, gama-zračenje primjenjuje se u industriji (za ispitivanje materijala) i medicini (za liječenje tumora). Zbog baktericidnoga djelovanja služi i za sterilizaciju prostora i medicinske aparature. Primjenjuje se i za izazivanje genetskih mutacija kod biljaka i mikroorganizama (za proizvodnju antibiotika).

### Radiologija
Tehnecij-99m (m je oznaka za metastabilno stanje) je najkorišteniji radioaktivni izotop u medicini. Umjetni beta emiteri dobivaju se u nuklearnim reaktorima (beta-minus emiteri), odnosno čestičnim akceleratorima (beta-plus emiteri). Oni su ujedno i sekundarni gama emiteri, dok se čisti gama emiteri dobivaju izoliranjem metastabilnog (relativno dugoživućeg) potomka od roditelja, najčešće beta emitera. U radionuklidnoj slikovnoj dijagnostici najčešće se koristi metastabilni gama emiter tehnecij-99m (Tc-99m), čije je vrijeme poluraspada 6 sati. Indeks m označava da se radi o metastabilnom izotopu tehnecija-99, od kojeg se razlikuje samo po višku energije. Tc-99m potomak je reaktorskog proizvoda, molibdena-99. Mo-99 beta-minus raspadom postaje Tc-99m. Gama raspadom Tc-99m prelazi u Tc-99 (koji također nije stabilan, ali se tako sporo raspada da njegovu radijaciju možemo zanemariti). Prilikom tog raspada najčešće se emitira gama foton energije 140 keV.

### Drago kamenje
Akvamarin je vrsta minerala berila. Boja, koja dolazi od željeza u njegovu sastavu, varira od svjetlo plave do morsko plave. Na temperaturama 400–500 °C boja se može lagano promijeniti u tamnije nijanse, dok na višim temperaturama može doći do potpunog gubitka boje. Zato je potrebna velika pažnja kod izrade i popravaka nakita s tim dragim kamenom. Intenzitet boje se također može pojačati pomoću gama zračenja, ali to onda neće biti trajnog karaktera.

### Kontrola kontejnerskog tereta
Brzo skeniranje standardnog kontejnera (od nekoliko minuta do manje od 1 minute) upotrebom rendgenskih zraka (300 keV ili više) ili gama-zraka iz radioaktivnih izvora (cezij-137 i kobalt-60 s energijama od 600 do 1300 keV) carinskom službeniku daju sliku tereta u kontejneru. Nažalost, ta je informacija "nespecifična" jer ne daje podatke o prirodi objekta koji se ne bi slagali s deklaracijom, a koji se ne mogu uočiti vizualnom analizom dobivene slike. Osim toga, postoje i područja kontejnera gdje su i rendgenske zrake i gama zrake "slijepe" zbog prisustva veće količine materijala višeg atomskog broja, što je na slici prezentirano crnim mrljama .

### Gama kamera
Gama kamera je mjerni instrument u nuklearnoj medicine koji, za razliku od, na primjer, rendgenske cijevi, uopće ne zrači. To je, upravo obratno, vrlo osjetljiv detektor zračenja, koji može dokazati izuzetno malu količinu radioaktivnosti u tijelu ispitanika. Slikanjem gama kamerom, odnosno dokazivanjem gama-zračenja koje dolazi iz tijela bolesnika, nakon što smo injekcijom u venu bolesnika unijeli radionuklid (obično tehnecij-99m), dobivamo scintigram korištenjem scintilatora.